# ウエスコ (ブーツ)

ウエスコ (Wesco) は、1918年創業のアメリカオレゴン州のワークブーツメーカー。

## 概要
ウエスコ、ウェスコ (Wesco) とは、ウエストコースト・シューカンパニー(West Coast Shoe Company)の略。ホワイツブーツと並び、「キング・オブ・ブーツ」と称されるワークブーツブランドである。155もの工程を経て生産されるハンドクラフトのワークブーツは、ロガーなど頑丈なブーツを必要とする労働者たちを魅了してきた。現在でも、ファッションの足元を支えるアイテムとして、バイカーやアメカジファンに絶大な支持を得ている。ホワイツブーツ同様、カスタムオーダーメイドが可能で「自分だけの一足」を作ることもできる。ジョブマスターやボスが特に有名なモデルである。ソールの土踏まず部分に、型崩れ防止・疲労軽減目的で取り付けられるスティールシャンクを、他のブーツメーカーに先駆けて採用したのもウエスコ社である。

## 歴史
ウエスコ (Wesco) は、1918年にジョン・ヘンリー・シューメイカー (John Henry Shoemaker) によって創業された。ロガーブーツをメインとしたハンドメイド・ブーツメーカーは徐々に名乗りを上げるが、1929年のアメリカ大恐慌に見舞われ閉鎖。全てを失ったジョン・ヘンリー・シューメイカーは、オレゴン州のスキャプースという町で、家族7人と共にブーツ工房を再開。当時、ブーツ職人を雇う余裕がなかったため、妻と子供6人で協力し合いブーツ作りを始めた。この頃、ウエスコは良くて1日8足という生産効率で、ロガーたちの現場に赴き直接ブーツを販売していた。家族の努力により、事業は徐々に回復の兆しを見せ始めた。後に、第二次世界大戦が勃発。ブーツの需要は急増し、ウエスコ社はアメリカ西海岸一体の造船作業員の足元を支えるエンジニアブーツの生産を手掛ける。戦勝国となったアメリカは好景気に見舞われ、それに乗じウエスコの事業も拡大した。1961年、ジョン・ヘンリー・シューメイカー没後も、その息子たちが後を引き継ぎ、現在でもスカプースで高品質のハンドメイドブーツを生産している。

## モデル
- ジョブマスター (Jobmaster)

その名の通り、様々な仕事に対応できることからこの名が付けられた。ウエスコで最も人気なモデルで1938年より生産が開始された。
カスタムの種類も豊富で、つま先から始まる紐の位置で3つにレーシングパターンが分かれている。レーストゥトウ、セミレーストゥトウ、レギュラートウからなるレースアップブーツである。
- ハイライナー (Highliner)

ジョブマスターにサイドパッチやサイドプレート、レザーハーフスリップ等の仕様が加わったモデル。
ジョブマスターと同様に1938年より生産されている。
- ティンバー (Timber)

1918年の創業以来変わらない、世界中のロガーたちに愛されたウエスコ最古のモデル。アウトソールのスパイクが特徴的。
- パッカー (Packer)

1991年よりラインナップに加わった、ウェスタントゥのレースアップブーツ。農作業や乗馬に適した形状である。
- ボス (Boss)

ボスという名の通り、その価格と武骨で頑丈な作りから、モーターサイクル界では世界最高峰と称されるエンジニアブーツ。ウエスコ社では、1939年からエンジニアブーツが生産されているが、現在のボスになったのは1990年代後半頃。
- ウェスタンボス (Western Boss)

カウボーイの足元を支えたという、ペコスタイプのワークブーツ。
- ハーネス (Harness)

ペコスタイプのワークブーツにニッケル製のリングがストラップで取り付けられたリングブーツ。
- ビッグボス (Big Boss)

モーターサイクリストの足全体を保護する目的で作られた、ボスのハイトが太腿にまで及んだブーツ。
- モーターサイクルパトロール (Motorcycle Patrol)

アメリカ本土において、多くの警察がモーターサイクル警官用に採用しているブーツである。防水革使用、安全性を考慮しヒールが低いのが特徴。
- ファイアストーマー (Firestormer)

2003年よりラインナップに加わった、ファイアファイター (森林消防隊) の為に作られたモデル。レザーやレース、ソールやライニングに至るまで耐火耐水性に富んだ素材が使用されている。アメリカ西海岸では、時折大規模な山火事が発生し、このブーツが役に立つという。246℃の高温下で40分の時間を耐え抜いた。
- ジョンヘンリーズ・クラシックス (John Henry's Classics)

モデル名に創立者の名が冠された初のローカットレースアップブーツ。
2002年にラインナップに加わっている。ハードワークをこなす労働者たちがオフの時間や軽作業の際に履くブーツとして誕生した。
- ロメオ (The Romeo)

1976年から2002年まで生産されていた、三代目社長のボブ・シューメイカー愛用のスリップオンタイプのブーツ。
2015年2月に全体のデザインが見直され再びラインナップに復活を果たした。
- ダートマスター (Dirt Master)

ハイライナーのクォーター部分にホースハイドを使用した限定モデル。1930年代のダートレース用のブーツを復刻したもの。ウエスコ創業90周年記念にウエスコジャパン別注で生産された。